# 1993 (фільм)
«1993» (рос. 1993) — художній фільм російського режисера Олександра Велединського, головні ролі в якому виконали Євген Циганов та Катерина Вилкова. Фільм є екранізацією однойменного роману Сергія Шаргунова. Прем'єра стрічки відбулася 28 вересня 2023 року.

## Сюжет
Події фільму розгортаються в Москві влітку—восени 1993 року. Головні герої мимоволі опиняються в епіцентрі бурхливих політичних подій.
Головні персонажі картини — подружжя Віктор (Євген Циганов) і Олена (Катерина Вилкова), а також їхня донька Таня. Віктор працює ремонтником в аварійній службі, Олена — диспетчером. Родина живе в старому заміському будинку, куди переїхала, обмінявши московську квартиру.
У першій частині фільму зображено спокійне життя родини Брянцевих: їхня робота, побут, спілкування із сусідами (їх грають Олександра Ребенок та Олександр Робак). Глядач спостерігає за щоденними турботами героїв, їхніми стосунками та маленькими радощами. Однак спокійне життя родини порушує початок політичної кризи восени 1993 року. Олена підтримує чинного президента Бориса Єльцина, тоді як Віктор, розчарований після призупинення дії Конституції, починає критикувати владу. Із загостренням політичного протистояння поглиблюється і конфлікт між подружжям.
До початку Жовтневого путчу Віктор і Олена вже опиняються по різні боки барикад — не лише у переносному, а й у буквальному сенсі. Кульмінацією фільму стають драматичні події 3–4 жовтня 1993 року. Віктор потрапляє в епіцентр сутичок біля телецентру «Останкіно» та Білого дому. Попри небажання брати участь у конфлікті, йому доводиться маневрувати між вибухами, пожежами та перестрілками.
Фільм детально відтворює атмосферу тих днів, підкреслюючи контраст між сторонами конфлікту. Глядач бачить, як опозиція намагається пробратися до обложеного Білого дому через каналізаційні колектори, тоді як прихильники чинної влади отримують безкоштовне харчування на Тверській вулиці. Крізь призму сімейної драми Брянцевих режисер Олександр Велединський досліджує, як масштабні історичні процеси впливають на життя звичайних людей, їхні взаємини та світогляд.

## У ролях
| Актор                 | Роль                              |
| --------------------- | --------------------------------- |
| Євген Циганов         | Віктор                            |
| Катерина Вилкова      | Олена                             |
| Олександр Робак       | Янс                               |
| Максим Лагашкін       | Михайло                           |
| Олександра Ребенок    | Віка дружина Янса                 |
| Анна Цвєткова         | Таня                              |
| Сергій Баталов        | Мальцев                           |
| Вікторія Смирнова     | Олеся                             |
| Олександр Кухаренко   | Андрій «Кувалда»                  |
| Ігор Кожевін          | «Кліщ»                            |
| Ольга Гильова         | Ліда                              |
| Анатолій Залюбовський | Валера                            |
| Григорій Верник       | Олексій «Сід»                     |
| Елізабет Дамскер      | Наталя «Ненсі»                    |
| Діна Губайдулліна     | Рита                              |
| Іван Івашов           | Єгор                              |
| Ігор Іванов           | Костянтин Едуардович Ціолковський |
| Андрій Рапопорт       | адміністратор Білого дому         |
| Кирило Ульянов        | Іван Лапшин                       |
| Анжеліка Бокоєва      | Тетяна Лебедева телеведуча        |
| Іван Фомінов          | гранатометник                     |
| Сергій Суслов         | охоронець Макашова                |
| Павло Басов           | Бородач                           |
| Ельвіра Синельник     | журналіст                         |

## Виробництво
Зйомки стрічки розпочалися у серпні 2022 року в Москві. Режисером був Олександр Велединський, який також написав сценарій за мотивами роману Сергія Шаргунова «1993». Продюсували фільм Жанна Калініна та Олександра Воронкова, а головні ролі отримали Євген Циганов і Катерина Вилкова. Виробництвом займалася компанія Gate.
Прем'єра картини відбулася 28 вересня 2023 року — вона була присвячена до 30-й річниці подій, зображених у фільмі..

## Сприйняття
Фільм «1993» потрапив до переліку найочікуваніших стрічок року за версією ПрофіСінема.
Кінокритик Дарина Мітіна, яка сама була учасницею тих історичних подій, зазначає: «Документ епохи вийшов досить непоганим. Основна сюжетна лінія — драма сім'ї, яку розірвало навпіл політичне протистояння ранньої епохи єльцинізму — вдалася… Водночас те, що фільм знімали за «5 копійок», видно неозброєним оком».
На думку Михайла Трофименкова, ця стрічка — безумовний громадянський вчинок і приклад того, як варто перекладати історичні події мовою кіно. Завдяки участі у цьому проєкті Євген Циганов, Катерина Вілкова та Максим Лагашкін виконали одні з найкращих ролей у своїй кар'єрі..
Оглядач газети «Завтра» зауважує, що у фільмі є історичні неточності, але при цьому він став чимось більшим, ніж просто кінофільм.

## Нагороди та номінації
| Нагороди та номінації | Нагороди та номінації                | Нагороди та номінації  | Нагороди та номінації | Нагороди та номінації |
| Нагорода              | Категорія                            | Номінант               | Результат             |                       |
| --------------------- | ------------------------------------ | ---------------------- | --------------------- | --------------------- |
| «Золотий орел»        | Найкращий ігровий фільм              | Олександр Велединський | Номінація             |                       |
| «Золотий орел»        | Найкраща режисерська робота          | Олександр Велединський | Номінація             |                       |
| «Золотий орел»        | Найкращий сценарій                   | Олександр Велединський | Перемога              |                       |
| «Золотий орел»        | Найкраща чоловіча роль у кіно        | Євген Циганов          | Номінація             |                       |
| «Золотий орел»        | Найкраща жіноча роль другого плану   | Олександра Ребенок     | Перемога              |                       |
| «Золотий орел»        | Найкраща чоловіча роль другого плану | Максим Лагашкін        | Номінація             |                       |